# Nguyễn Khuê
Giáo sư Nguyễn Khuê (23 tháng 9 năm 1935 –) là một nhà sư phạm, nhà thơ, nhà dịch thuật, nhà Trung Quốc học, nhà nghiên cứu văn hóa có nhiều đóng góp có giá trị cho văn học Hán Nôm và văn học Quốc ngữ thời kỳ sơ khai của Nam bộ tại Việt Nam. Ông từng là Trưởng bộ môn Hán Nôm khoa Ngữ văn và Báo chí (nay là khoa Văn học và Ngôn ngữ) Trường Đại học Khoa học Xã hội và Nhân văn – Đại học Quốc gia TP. Hồ chí Minh. Các công trình khảo cứu và dịch thuật của ông, tiêu biểu như Nguyễn Trãi toàn tập tân biên, Tùy Dượng đế diễm sử, Chân dung Hồ Biểu Chánh, Nguyễn Bỉnh Khiêm qua Bạch Vân Am thi tập, Khổng Tử - chân dung, học thuyết và môn sinh, Luận lý học Phật giáo, Văn học Hán Nôm ở Gia Định - Sài Gòn, khai thác và lưu giữ các di sản văn hóa - lịch sử của tiền nhân, góp phần không nhỏ vào việc xây dựng kho tàng cổ học Việt Nam. Bên cạnh đó, ông còn xuất bản 3 tập thơ có giá trị về nhân sinh quan, cảm thức đời người, và Phật học: Hương trời xa bay (1998), Cõi trăm năm (2002), Trăm năm là cuộc lãng du (2005).

## Tiểu sử

### Thời niên thiếu và trường học
Giáo sư Nguyễn Khuê sinh ngày 23 tháng 9 năm 1935 tại làng Dương Nỗ, huyện Phú Vang, tỉnh Thừa Thiên Huế. Ông nội ông là một nhà Nho, nên từ năm 8 tuổi, Giáo sư đã phải học chữ Hán. Mỗi kỳ nghỉ hè, ông nội đưa ông sang làng bên là Phù Yên để học với một người bạn là cụ Tú vốn đỗ Tú tài kỳ thi hương cuối cùng của nhà Nguyễn. Ban đầu ông học chữ Hán vì bắt buộc, về sau thì say mê và cuối cùng nó thấm sâu vào máu thịt một cách tự nhiên.
Thuở nhỏ, ông học trung học ở trường Quốc học Huế. Năm 1966, ông tốt nghiệp Cử nhân giáo khoa Việt Hán, Trường Đại học Văn Khoa, Sài Gòn. Khi vừa tốt nghiệp Cử nhân, ông được một trường đại học ở Đài Loan cấp học bổng để theo học Thạc sĩ văn học Trung Quốc, nhưng vì hoàn cảnh gia đình lúc bấy giờ ông không thể đi Đài Loan lâu ngày được. Năm 1969, ông nhận bằng Cao học Văn chương Việt Hán (nay gọi là Thạc sĩ) và sau đó ông được mời làm giảng viên dạy môn Hán Văn tại trường Đại học Văn Khoa Sài Gòn. Năm 1973, ông học xong năm thứ nhất Tiến sĩ chuyên khoa Hán văn ở Đại học Văn Khoa Sài Gòn, chuẩn bị bảo vệ luận án tiến sĩ năm 1975, nhưng rồi dở dang vì sự kiện mùa xuân năm ấy. Chính luận án này về sau ông xuất bản thành công trình nghiên cứu Nguyễn Bỉnh Khiêm qua Bạch Vân Am thi tập năm 1991.

### Sự nghiệp giáo dục
Trước năm 1969, ông từng làm giáo viên các trường trung học tại Sài Gòn như trường Trung học Quốc gia Nghĩa tử, trường Nữ sinh Trung học Trưng Vương. Từ năm 1969 đến 30 tháng 4 năm 1975, ông là Giảng sư trường Đại học Văn khoa Sài Gòn và là Giảng sư thỉnh giảng trường Đại học Văn khoa Cần Thơ, viện Đại học Vạn Hạnh Sài Gòn. Từ 30 tháng 4 năm 1975 đến ngày về hưu, ông là giảng viên bộ môn Hán Nôm khoa Ngữ văn trường Đại học Tổng hợp Thành phố Hồ Chí Minh và Trưởng bộ môn Hán Nôm khoa Ngữ văn và Báo chí (nay là khoa Văn học và Ngôn ngữ) trường Đại học Khoa học Xã hội và Nhân văn – Đại học Quốc gia TP. Hồ chí Minh. Ông nghỉ hưu năm 1997, hiện đang sống và tiếp tục công việc nghiên cứu tại Thành phố Hồ Chí Minh.

### Sự nghiệp thơ văn
Là một nhà thơ, Giáo sư Nguyễn Khuê dùng câu chữ và vần điệu gói ghém, chuyển tải sự nhận thức và cảm ngộ về đời người dựa trên những điều ông đã trải nghiệm. Ông đã xuất bản 3 tập thơ: Hương trời xa bay (1998), Cõi trăm năm (2002) và Trăm năm là cuộc lãng du (2005).

Ông làm thơ từ thuở còn học Trung học. Khi được hỏi về thơ, ông nhận định thơ - mà ông gọi là "nàng thơ" - là người bạn tri kỷ của mình. Với những cảm xúc không thể bày tỏ được bằng tư cách nhà giáo hay nhà nghiên cứu, ông đem gửi gắm vào thơ. Như trong bài thơ Giã từ bến sông, ông viết cho nghề giáo và cũng viết cho chính mình:
"Ông lái đò suốt một đời chở khách
Trên sông đưa lớp lớp người qua
Chợt một hôm soi mình mặt nước
Thấy mái đầu đã tuyết sương pha
Rồi một chiều từ giã bến sông
Bên bờ để lại chiếc thuyền không
Hoàng hôn tím ngát trên sông lạnh
Mây trắng trời cao thanh thản trông..." 
Thơ của ông là kết tinh của một tâm hồn giàu suy tư, trải nghiệm trước thiên nhiên và con người, mang vẻ đẹp nhẹ nhàng, ý nhị và sâu lắng. Khi nhận định về phong cách sáng tác của Nguyễn Khuê, tác giả Hoàng Độ (thuộc Tu viện Quảng Đức) có nhận xét:
[...] dẫu đã có thơ đăng trên các báo trong Nam ngoài Bắc từ thuở thiếu thời, thơ với Nguyễn Khuê có lẽ như một "nghiệp dĩ" của đời ông [...] Ông làm thơ như để tự họa tâm thức của mình, mà tâm thức thì làm sao vẽ được [...] Người ta từng biết Nguyễn Khuê là một nhà giáo mẫu mực, người đã một đời gắn bó với bục giảng và viên phấn trắng trước bao thế hệ; một nhà biên khảo với nhiều tác phẩm đóng góp chung vào nền quốc học từ những năm 1970 đến nay. Với hai tập thơ đã xuất bản, người ta lại biết thêm một "chân dung vô hình" của ông: "Trên tường đêm thấy bóng mình/ Mừng vui...bóng cũng là hình đó thôi/.../Sầu vạn cổ lạnh thiên thu/Hình đơn bóng lẻ bên nhau tự tình/Bóng là tri kỷ của hình." (Thấy Bóng Mình, tr.44)

## Sự nghiệp nghiên cứu

### Nghiên cứu Hán Nôm
PGS-TS Đoàn Lê Giang đã nhận định trong bài Nhà giáo, học giả, nhà thơ Nguyễn Khuê:
Nghiên cứu Hán Nôm là lĩnh vực ông dồn nhiều công sức và có nhiều đóng góp quan trọng. Phong cách nghiên cứu của ông là nghiêm cẩn, khoa học và trọng tư liệu. Các vấn đề mà ông trình bày bao giờ cũng tường tận, ngọn ngành, rõ ràng, khúc chiết. Những nghiên cứu và biên dịch của ông về Khổng tử, Phật giáo, Nguyễn Trãi, Nguyễn Bỉnh Khiêm, Tương An Quận vương, Hồ Biểu Chánh,... là những đóng góp quan trọng của ông với học thuật nước nhà, sẽ tồn tại mãi với thời gian.

#### Các công trình nổi bật
Một trong những công trình đáng chú ý nhất của Nguyễn Khuê là tác phẩm Nguyễn Bỉnh Khiêm qua Bạch Vân am thi tập vốn là luận án tiến sĩ được hoàn thành trước năm 1975 và chính thức xuất bản năm 1991. Danh nhân Nguyễn Bỉnh Khiêm là nhà tư tưởng, nhà thơ lớn nhất nước ta thế kỷ XVI, có nhiều ảnh hưởng lớn trong lịch sử văn học và văn hóa dân tộc, nhưng lại ít có công trình nghiên cứu chuyên biệt về ông từ thập niên 1990 trở về trước. Giáo sư Nguyễn Khuê đã đào sâu nghiên cứu, phiên dịch 100 bài thơ chữ Hán của ông, giới thiệu đầy đủ thân thế và sự nghiệp của Trạng Trình, đặc biệt là tình cảm, tư tưởng, giá trị nội dung và nghệ thuật của Bạch Vân am thi tập.
Nguyễn Khuê còn có công lớn phát hiện, phục hồi địa vị cho nhà thơ Tương An Quận vương (trong bộ ba Tùng Thiện Vương, Tuy Lý Vương, Tương An Quận vương). Từ năm 1970, qua công trình nghiên cứu, dịch thuật, biên khảo công phu Tâm trạng Tương An Quận vương qua thi ca của ông, tác giả Nguyễn Khuê đã vén bức màn phủ bụi thời gian để soi rọi, trả lại cho nền văn học nước nhà chân dung, cuộc đời và sự nghiệp của một nhà thơ tiêu biểu của triều Nguyễn. Năm 2005, công trình có giá trị này về Tương An đã được Nhà xuất bản Văn Nghệ tái bản.
Sự trân quý của Nguyễn Khuê đối với di sản tiền nhân còn thể hiện qua những công trình khảo cứu dịch thuật khác như: Chân dung Hồ Biểu Chánh (1974), Nguyễn Trãi toàn tập tân biên (soạn chung, 1999 và 2000), Tùy Dượng đế diễm sử (2010), Khổng Tử - chân dung, học thuyết và môn sinh (2012), Văn học Hán Nôm ở Gia Định - Sài Gòn (2011), v.v.

Từ việc phân loại 5038 đầu sách của Viện Nghiên cứu Hán Nôm, Nguyễn Khuê chỉ ra sự bao quát mọi lĩnh vực văn hóa Việt Nam qua nội dung thư tịch Hán Nôm. Ông chia sẻ:
Nghiên cứu di sản văn hóa Hán Nôm chính là bảo tồn và phát huy di sản văn hóa Việt Nam, vốn quý của dân tộc. Nghiên cứu Hán nôm sẽ bổ sung cho nghiên cứu văn hóa dân gian, đồng thời tiếp thêm bề dày lịch sử cho văn hóa Quốc ngữ.

#### Nghiên cứu Trung Quốc Học
Năm 2009, một nhóm nghiên cứu từ Trường Đại học Quốc lập Đài Loan do Giáo sư Chih-yu Shih đứng đầu đã tổ chức chương trình nghiên cứu Các nhà Trung Quốc học thế giới - Lịch sử qua lời kể tại Mỹ, Nhật, Nga, Ấn Độ, Đức, Hàn Quốc,... Tại Việt Nam, chương trình được thực hiện bởi Đại học Quốc gia Hà Nội và Đại học Khoa học Xã hội và Nhân văn - Đại học Quốc gia TP. Hồ Chí Minh, đợt đầu đã chọn ra 10 học giả để phỏng vấn trực tiếp, trong đó có Nguyễn Khuê bên cạnh những cây đại thụ Hán Nôm khác như Bửu Cầm, Phạm Thị Hảo, Nguyễn Tôn Nhan, Cao Tự Thành,...
Trong suốt sự nghiệp nhà giáo của mình, Nguyễn Khuê đã nghiên cứu để giảng dạy những môn học thuộc phạm trù Trung Quốc học: nghiên cứu tiếng Hán cổ (cổ đại Hán Ngữ), văn học, triết học, sử học, văn hóa Trung Quốc và Phật giáo Trung Quốc.
Các tác phẩm biên dịch về Trung Quốc học đã được xuất bản của Nguyễn Khuê bao gồm: Giảng giải văn phạm Hán văn (2003), Sơ lược tiểu sử và ảnh tượng chư tổ Thiên Thai tông (biên dịch chung, 2005), Phật học Trung đẳng - tập 2: Lịch sử Phật giáo Trung Quốc (2008). Các tác phẩm biên khảo của ông phải kể đến: Tự học Hán văn (1973), Từ điển Hán - Việt (chủ biên, 1991),... Ngoài ra, phải kể đến những bài nghiên cứu đáng chú ý đã được tập hợp đề in thành sách Ba mươi năm cầm bút (2004): "Mối quan hệ giữa Phật giáo, Nho giáo và Lão giáo qua một số Phật thoại Trung Quốc", "Lược khảo và đánh giá sách Cổ kim đồ thư tập thành",...

### Nghiên cứu văn học Nam bộ (cuối thế kỷ IX - đầu thế kỷ XX)
Ngoài văn hóa Hán Nôm, GS. Nguyễn Khuê còn dành tâm huyết khảo sát nghiên cứu văn học Nam bộ cuối thế kỷ 19 đầu thế kỷ 20, giai đoạn chuyển tiếp từ truyện thơ Nôm, truyện văn xuôi Hán và Nôm sang văn xuôi Quốc ngữ. Theo ông, giai đoạn quá độ này bắt đầu từ năm 1865 với sự ra đời của tờ báo Quốc ngữ đầu tiên là Gia Định báo đến cuối thập niên 1920 khi nhiều tiểu thuyết Quốc ngữ xuất hiện ở Nam Kỳ như: Nghĩa hiệp kỳ duyên (1920) của Nguyễn Chánh Sắt, Tô Huệ Nhi ngoại sử (1920) và Oan hồng quần (1920) của Lê Hoằng Mưu, Kim thời dị sử (1921) của Biến Ngũ Nhy và đặc biệt là hàng loạt tiểu thuyết của Hồ Biểu Chánh, trước khi ở Bắc Kỳ xuất hiện các tiểu thuyết Quốc ngữ như Tố Tâm của Hoàng Ngọc Phách hoặc Quả dưa đỏ của Nguyễn Trọng Thuật vào năm 1925.
Nguyễn Khuê đã dành nhiều thời gian dày công nghiên cứu sự nghiệp của Hồ Biểu Chánh qua công trình nghiên cứu Chân dung Hồ Biểu Chánh được xuất bản năm 1974.

### Nghiên cứu Phật Học
Giáo sư Nguyễn Khuê còn là một nhà nghiên cứu và biên dịch văn chương Phật Học. Ông từng dạy tại trường Cao cấp Phật học (nay là Học viện Phật giáo Việt Nam), trường Cao đẳng Phật học và trường Cơ bản Phật học (nay là trường Trung cấp Phật học Thành phố Hồ Chí Minh). Ngoài ra, ông còn được mời dạy Hán – Nôm ở các chùa, như Già Lam, Bảo Vân, Phước Hòa, tu viện Huệ Quang, v.v. Các công trình nghiên cứu của ông trong lĩnh vực này phải kể đến Phật học Trung đằng (2 tập, biên dịch, 2007, 2008) và Luận lý học Phật giáo (2013).